# Linnéa Claeson
Linnéa Petra Sofie Claeson (* 31. Januar 1992 in Norrköping) ist eine ehemalige schwedische Handballspielerin und Netzaktivistin, die sich gegen die sexuelle Belästigung von Frauen einsetzt.

## Handballkarriere
Linnéa Claeson begann das Handballspielen im Alter von neun Jahren bei Norrköpings Kvinnliga IK. Nachdem die Linkshänderin nach Karlstad umzog, lief sie für IF Hellton auf. Ab ihrem 15. Lebensjahr spielte sie für Skuru IK. Mit Skuru gewann sie 2009 die schwedische Jugendmeisterschaft. Im Finale erzielte sie 3 Treffer gegen IK Sävehof.
Claeson lief später mit der Damenmannschaft von Skuru in der Elitserien auf. Mit Skuru wurde sie in den Jahren 2014, 2015 sowie 2016 schwedischer Vizemeister. Weiterhin nahm sie mit Skuru am EHF-Pokal 2013/14, EHF-Europapokal der Pokalsieger 2014/15, EHF-Europapokal der Pokalsieger 2015/16 und EHF-Pokal 2016/17 teil. Im Sommer 2017 schloss sich Cleason dem dänischen Erstligisten Ringkøbing Håndbold an. Im Februar 2018 wurde ihr Vertrag in beiderseitigem Einvernehmen aufgelöst.
Linnéa Claeson gehörte dem Kader der schwedischen Jugend- sowie der Juniorinnen-Nationalmannschaft an. Sie gewann bei der U-18-Handball-Weltmeisterschaft der Frauen 2010 und bei der U-20-Handball-Weltmeisterschaft der Frauen 2012 jeweils die Goldmedaille.

## Netzaktivismus und Medien
Nachdem Claeson mehrmals auf ihrem Facebook-Profil sexuell belästigt wurde, startete sie das Instagram-Konto Assholesonline. Hier publiziert sie öffentlich Screenshots der Belästigungen sowie zugeschickte anstößige Fotos, die sie mit scharfem Humor kommentiert. Infolgedessen erhielt sie eine große mediale Aufmerksamkeit. Zwischen 2017 und 2020 war sie beim Aftonbladet als Kolumnistin tätig.

## Erfolge
- schwedische Jugendmeisterschaft 2009
- schwedische Vizemeisterschaft 2014, 2015, 2016
- Goldmedaille bei der U-18-Weltmeisterschaft 2010
- Goldmedaille bei der U-20-Weltmeisterschaft 2012